# Jingpho-Sak jezici
Jingpho-Sak jezici (kačinski jezici), skupina od nekoliko sinotibetskih jezika iz Burme i Indije kojim govori nekoliko plemena u indijskoj državi Assam i burmanskoj državi Kachin. 
Dijele se na kačinsku ili Jingpho podskupinu s jezicima jingpho [kac], singpho [sgp] i izumrlim jezikom taman [tcl] i luisku podskupinu s jezikom kadu ili sak [kdv] i nekim njegovim dijalektima koji su možda također posebni jezici: kanan, chakpa i phayeng, i možda andro i sengmai.

## Vanjske poveznice
- Ethnologue (14th)
- Ethnologue (15th)